# Aka jezik
Aka jezik (fa-c-aka, jebel silak, jebels sillok, sillok; ISO 639-3: soh), nilsko-saharski jezik kojim govori oko 300 ljudi (1989 Bender) u brdima Sillok (Silak) u Sudanu. 
Jedan je od tri jezika podskupine aka-kelo-molo, šire istočne jebel skupine. Pod utjecajem je jezika berta [wti], a u upotrebi su i sudanski arapski [apd] ili berta.

## Vanjske poveznice
- Ethnologue (14th)
- Ethnologue (15th)